# アレシャンドレ・ペルキング
- アレシャンドレ・ペルキング
- アレシャンドレ・ペルキンク
- アレシャンドレ・ポルキング
- アレシャンドレ・ポルキン

マノ・ペルキング (Mano Pölking) ことアレシャンドレ・ペルキング（Alexandré Pölking、1976年3月12日 - ）は、ブラジルおよびドイツの元サッカー選手、サッカー指導者。現タイ代表監督。選手時代のポジションはMF（ウイング）。

## 経歴

### 選手歴
出身はブラジル・リオグランデ・ド・スル州モンテネグロであるが、自身のルーツであるドイツに渡ってプロサッカー選手になり、VfBフィヒテ・ビーレフェルト、アルミニア・ビーレフェルト、SVダルムシュタット98でプレーした。その後はキプロスに渡り、オリンピアコス・ニコシアとAPOEL FCでプレーした。

### 指導者歴
2008年からヴィンフリート・シェーファーのスタッフの一員となり、アラブ首長国連邦のアル・アインFCやアゼルバイジャンのFKバクーでアシスタントコーチを務めた。南アフリカ共和国のラモントビル・ゴールデン・アローズFCのアシスタントコーチを経て、2012年にタイ代表監督となったシェーファーの下で再びアシスタントコーチを務めた。
2013年、タイ・プレミアリーグのアーミー・ユナイテッドFC監督に就任し、監督初挑戦となったシーズンを6位で終えた。2014年にカレン・ロバートが加入したスパンブリーFC監督に就任したが、12試合を終えたところで解任された。2014年シーズン後半からバンコク・ユナイテッドFC監督に就任し、2020年10月まで約6年にわたって指導した。この間、タイ・リーグ1で2016年シーズンと2018年シーズンに2位となり、AFCチャンピオンズリーグ予選2回戦からの出場権を獲得している。また、2017年シーズンはリーグ3位、タイFAカップ準優勝の成績を残している。
2020年12月1日、ベトナムのホーチミン・シティFC監督に就任。しかし、COVID-19パンデミックの影響を受けて2021年シーズンのVリーグ1は中止となった。
2021年9月28日、2022 FIFAワールドカップ・アジア2次予選敗退を受けて解任された西野朗の後任としてタイ代表監督に就任。元ポートFC監督のジャデット・ミラープと元タイ女子代表やラーチャブリー・ミトポンFC監督を務めたヌエングルタイ・スラトンビアンがアシスタントコーチを務めることも併せて発表された。

## 監督成績
2021年9月28日現在
| クラブ                   | 就任           | 退任           | 記録 | 記録 | 記録 | 記録 | 記録   |
| クラブ                   | 就任           | 退任           | 試   | 勝   | 分   | 敗   | 勝率 % |
| ------------------------ | -------------- | -------------- | ---- | ---- | ---- | ---- | ------ |
| アーミー・ユナイテッドFC | 2012年10月31日 | 2013年11月9日  | 34   | 14   | 9    | 11   | 041.18 |
| スパンブリーFC           | 2014年1月2日   | 2014年5月12日  | 14   | 6    | 3    | 5    | 042.86 |
| バンコク・ユナイテッドFC | 2014年6月25日  | 2020年10月18日 | 221  | 126  | 43   | 52   | 057.01 |
| ホーチミン・シティFC     | 2020年12月1日  | 2021年9月28日  | 12   | 4    | 2    | 6    | 033.33 |
| タイ代表                 | 2021年9月28日  | 2023年11月22日 | 37   | 21   | 8    | 8    | 056.76 |
| 合計                     | 合計           | 合計           | 318  | 171  | 65   | 82   | 053.77 |